# Куценко, Людмила Викторовна
Людми́ла Ви́кторовна Куце́нко (1930, Красноярск — 2011, Санкт-Петербург) — русская советская художница. Член Союза художников России театральной секции. Организатор художественной группы «Параллель»

## Биография
Куценко Людмила Викторовна родилась в 1930 году, в Красноярске. В 1953 году закончила художественное училище имени В. А. Серова (ныне — имени Н. Рериха). В это время жизнь свела её с Евгенией Марковной Магарил — ученицей К. Малевича и М. Матюшина, под руководством которой будущая художница занималась живописью. В 1953 году Куценко поступила в Институт живописи, скульптуры и архитектуры имени И. Е. Репина, затем продолжила обучение в аспирантуре. В собственном творчестве проходила разные этапы постижения изобразительной формы, начиная от постимрессионизма и сюрреализма, подойдя к началу 1980-х годов к абстрактной форме, наиболее отвечавшей её творческим интересам. Её творчество неразрывно связано с традициями петербургского авангардного искусства. Общаясь со многими творческими людьми, в частности, с В. В. Стерлиговым, молодая художница избегала возможности оказаться под обаянием чьего бы то ни было творческого метода, но всё же большое влияние на неё оказал в конце 1960-х П. М. Кондратьев и его окружение. С 1962 по 1986 год Л. В. Куценко преподавала на кафедре общей живописи в ЛВХПУ имени В. И. Мухиной, воспитав плеяду ленинградских художников. С 1970 года — член Союза художников России театральной секции, с 1991 года — член Международной Федерации Художников (IFA). В 1980—1983 годах Л. В. Куценко организовала художественную группу «Параллель». Существование группы до начала 1990-х было полуподпольным, но художникам, в общем, повезло: их никто не преследовал, а нынче участники группы спокойно и открыто сочетают формальные и содержательные поиски с членством в Союзе художников и преподаванием в художественных учебных заведениях.